# Distrito de Niwa (Aichi)
El distrito de Niwa (丹羽郡 Niwa-gun?) es un distrito localizado en la prefectura de Aichi, Japón. En octubre de 2019 tenía una población estimada de 58.304 habitantes y una densidad de población de 2.351 personas por km². Su área total es de 24,8 km².

## Localidades
- Fusō
- Ōguchi